# Acid béo Omega-3
Acid béo Omega−3, cũng được gọi là acid béo w−3 hoặc acid béo n-3, là acid béo không no nhiều nối đôi (PUFAs). Các acid béo có hai đầu, một đầu là acid carboxylic (-COOH), được coi là đầu mạch (chuỗi), nên gọi là "alpha", và đầu methyl (-CH3), được coi là "đuôi" mạch (chuỗi), do đó gọi là "omega". Một trong những cách mà một acid được đặt tên là được xác định bởi vị trí của liên kết đôi đầu tiên, được tính từ đuôi, đó là, omega (ω-) hoặc n-end. Như vậy, trong acid béo omega-3, liên kết đôi đầu tiên nằm giữa nguyên tử carbon thứ ba và thứ tư tính từ đuôi. Tuy nhiên, hệ thống danh pháp hóa học tiêu chuẩn (IUPAC) bắt đầu từ đầu carboxyl.
Ba loại acid béo omega-3 liên quan đến sinh lý học của con người là acid α-linolenic (ALA), được tìm thấy trong dầu thực vật, eicosapentaenoic acid (EPA) và docosahexaenoic acid (DHA), cả hai thường được tìm thấy trong các loại dầu sinh vật biển.Tảo biển và thực vật phù du là nguồn acid béo omega-3 chính. Các nguồn dầu thực vật phổ biến có chứa ALA bao gồm quả óc chó, hạt ăn được, tinh dầu xô thơm clary sage, dầu tảo, dầu lanh,dầu plukenetia volubilis, dầu echium plantagineum và dầu cây gai dầu, trong khi nguồn acid béo omega-3 động vật EPA và DHA bao gồm cá, dầu cá, trứng từ gà nuôi EPA và DHA, dầu mực, và dầu nhuyễn thể. Chế độ ăn uống bổ sung các acid béo omega-3 không ảnh hưởng đến nguy cơ tử vong, ung thư hoặc bệnh tim. Hơn nữa, các nghiên cứu bổ sung dầu cá đã thất bại trong việc tuyên bố hỗ trợ ngăn ngừa nhồi máu cơ tim hay đột quỵ.
acid béo omega-3 rất quan trọng cho sự trao đổi chất bình thường. Động vật có vú không thể tự tổng hợp các acid béo omega-3, nhưng có thể thu nhận được acid béo omega-3 chuỗi ngắn ALA (18 nguyên tử carbon và 3 liên kết đôi) qua chế độ ăn uống và sử dụng nó để tạo thành các acid béo omega-3 chuỗi dài quan trọng hơn, EAP (20 nguyên tử carbon và 5 liên kết đôi) và sau đó từ EPA, quan trọng nhất, tổng hợp DHA (22 nguyên tử carbon và 6 liên kết đôi). Khả năng tạo ra các acid béo omega-3 chuỗi dài từ ALA có thể bị suy yếu trong quá trình lão hóa. Khi thực phẩm tiếp xúc với không khí, các acid béo không bão hòa dễ bị oxy hóa và ôi thiu.